# Автобуси в София
Автобусният транспорт в София започва да функционира на 20 април 1935 г. Стопанисва се от Столичната община. Част от автобусните линии са отдадени с концесия на частни фирми.
Средната скорост на автобусите е 19,4 km/h към 2010 г. За сравнение метрото в София се движи с 38,84, а трамваите – с 12,7 km/h.

## История и характеристики
Градският транспорт в София разполага с автобуси марка BMC 220 SLF. Сглобявани са в Турция. Те имат следните технически характеристики:
- Двигател: Cummins ISBe 220.30 (EURO 3), 6-цилиндров, турбодизелов с междинно охлаждане и работен обем 5,9 L, мощност 220 к.с. при 2500 об/мин и въртящ момент 820 Nm при 1500 об/мин
- Предавателна кутия: ZF 4HP 502C, автоматична с 4 предни и 1 задна предавка.
- Размери (mm):
  - Дължина – 11 914
  - Широчина – 2519
  - Височина – 2949

Със заем от Европейската банка за възстановяване и развитие СКГТ купува 50 броя съчленени автобуса МВ O345 G Conecto. През декември месец 2003 г. АП Земляне пуска по линия 83 15 броя МВ O345 G Conecto с инвентарни борд-номера от 1101 до 1115. До края на януари 2004 тръгват и останалите 25 броя от 1116 до 1123 по линия 83 и от 1125 до 1141 по линия 11. В АП Малашевци от февруари 2004 по линия 280 тръгват 10 броя МВ O345 G Conecto с номера от 2161 до 2170. Те имат следните технически характеристики:
- Двигател: MB OM 457 hLA (EURO 3), 6-цилиндров редови турбодизел с водно охлаждане, директно впръскване на гориво и горивна помпа тип „помпа-водач-дюза“. Работен обем 11 970 cm³, степен на сгъстяване 11,75. Максимална мощност 300 к.с. (220 kW) при 2000 об/мин. Максимален въртящ момент 1250 Nm при 1100 об/мин
- Предавателна кутия: Voith DIWA 864 3B 4HT 0R2, 3-степенна с вграден хидравличен ретардер (спирачка-забавител).
- Размери (mm):
  - Дължина – 17 883
  - Широчина – 2500
  - Височина – 2994

Първите съчленени МВ O305 G пристигат в София в самия край на 1992 г. и са пуснати по 74 на 29 декември 1992 г. След това през февруари и април 1993 г. пристигат още съчленени автобуси от същия модел. Всички са зачислени в гараж Земляне и обслужват линии 76 и 74. През септември 1993 г. в гараж Дружба пристигат още 10 МВ О305 G и 10 МВ О305 G HLZ (Heuliez). Тръгват по линия 213 за празника на София, 17 септември. В края на 1993 г. отново в ПАТ 3 Дружба пристигат 20 броя МВ О305 G HLZ за линия 305. В самото начало на 1994 г. в ПАТ 2 Малашевци пристигат 29 МВ О305 G HLZ и 1 МВ О305 G. Започват работа на 28.02.1994 г. по линии с номера 85 и 86.
Всички внесени автобуси от тези партиди са купени на старо, но са били рециклирани в Майнц, Германия. През 1995 г. се сглобяват още 3 броя МВ О305 G, които първоначално са били предназначени за резервни части. два от тях отиват в Малашевци с номера 2500 и 2531, а третият в Земляне и има номер 1755.
В самия край на 1995 г. от Германия са докарани също втора ръка 6 броя МВ О305 G – 3 за Земляне и 3 за Дружба. Излизат на линия през февруари 1996 г.
През месец март 1996 г. в ПАТ 2 Малашевци излиза на линия още 1 брой МВ О305 G HLZ, който е пристигнал заедно с първата доставка за Малашевци, но е спял по автокъщи.
Между януари и март 1996 г. в гараж Малашевци пристигат новозакупени от завода „Чавдар“ (Ботевград) 30 броя съчленени автобуси Чавдар 141. След 9-годишна експлоатация през есента на 2005 г. два автобуса вече чакат брак. Моделът е морално остарял още при създаването си. Използва се каросерия на Steyr от 1984 г. Заради конструктивен дефект още през 1999 г. започва да се премахва най-задната, 4-та врата и много малко автобуси са в оригиналния си вид с 4 врати. Двигателят е 5-цилиндров MAN D 2865 LUH 05 Euro I kW 198/2000 U/min, скоростната кутия е автоматична VOITH. От 2 юли 2015 г. автобусите официално са спрени от движение, но е запазен един за музеен експонат.
Между декември 1998 и март 2001 г. в ПАТ 1 Земляне са докарани втора употреба 26 броя МВ О305 G и 5 броя МВ О305 G Heuliez. Те са с вътрешен дизайн на френската фирма Heuliez, но техническите им характеристики са като на МВ О305 G. Тръгват по линии 83, 102 и 60. През 2018 г. са спрени от движение, но два са запазени.
Някои автобусни линии са дадени на концесии на частни превозвачи, които са закупили нови автобуси като Mercedes Conecto LF, Mercedes Conecto Lf G и Cobra.

## Линии
Към 17 август 2025 г. на територията на София се движат следните автобусни линии:
| №                            | Маршрут                                         | Гараж/Депо        |
| ---------------------------- | ----------------------------------------------- | ----------------- |
| 1                            | автостанция Гео Милев – с. Кокаляне             | Малашевци         |
| 3                            | ул. ген Гурко – с. Долни Пасарел                | Малашевци         |
| 4                            | жк. Младост 1 – Кокалянско ханче                | Дружба            |
| 5                            | автостанция Гео Милев - с. Долни Лозен          | Малашевци         |
| 6                            | автостанция Гео Милев – с. Герман               | Искър             |
| 7                            | гара Искър – ЖП гара Верила                     | Дружба            |
| 8                            | с. Кривина – с. Герман                          | Дружба            |
| 8ТМ                          | жк. Люлин 5 – ул. Търново                       | Малашевци         |
| 9                            | ул. ген Гурко – автобаза Искър                  | Искър             |
| 10                           | кв. Бусманци - кв. Димитър Миленков             | Дружба            |
| 11                           | жк. Овча Купел 2 – автостанция Гео Милев        | Земляне           |
| 12                           | автостанция Изток – с. Долни Богров             | МТК               |
| 14                           | автостанция Изток – гара Искър                  | Дружба            |
| 18                           | автостанция Орландовци - мелницата Чепинци      | МТК               |
| 20                           | пл. Лъвов мост – с. Локорско                    | МТК               |
| 21                           | пл. Централна гара – с. Войнеговци              | МТК               |
| 22                           | пл. Централна гара – с. Подгумер                | МТК               |
| 23                           | автостанция Орландовци – гара Курило            | Малашевци         |
| 24                           | автостанция Орландовци - кв. Бенковски          | МТК               |
| 26                           | жк. Обеля 1 - началото кв. Гниляне              | Малашевци         |
| 27                           | МС Княгиня Мария Луиза – с. Кътина              | МТК               |
| 28                           | центъра с. Мрамор – с. Локорско                 | Малашевци         |
| 29                           | гара София Север – с. Балша                     | МТК               |
| 30                           | с. Балша – кв. Обеля                            | МТК               |
| 31                           | с. Голяновци - МС Сливница                      | МТК               |
| 42                           | жк. Люлин 8 – края кв. Михайлово                | Земляне           |
| 44                           | автостанция Банкя – кв. Иваняне                 | Земляне           |
| 46                           | автостанция Банкя - манастир Св. Петка          | Земляне           |
| 47                           | МС Сливница – кв. Градоман                      | Земляне           |
| 49                           | МС Сливница – кв. Клисура                       | Земляне           |
| 54                           | МС Сливница – пътен възел Калотина              | Земляне           |
| 56                           | кв. Западен парк – с. Мало Бучино               | Земляне           |
| 58                           | автостанция Княжево – гара Владая               | Земляне           |
| 59                           | МС Мизия – с. Мърчаево (Толумска махала)        | Земляне           |
| 60                           | жк. Овча Купел 2 – бул. Княгиня Мария Луиза     | Надежда           |
| 61                           | бул. Черни връх – Златните мостове              | Земляне           |
| 63                           | бул. Цар Борис III – Златните мостове           | Земляне           |
| 64                           | Зоопарка – Център по хигиена                    | Земляне           |
| 66                           | Зоопарка – хижа Алеко                           | Земляне           |
| 67                           | Семинарията – кв. Симеоново                     | Дружба            |
| 68                           | Зоопарка – кв. Симеоново                        | Малашевци         |
| 69                           | СБАЛ по онкология - м-т Ярема / Царева махала   | Дружба            |
| 70                           | СБАЛ по онкология - с. Плана                    | Дружба            |
| 72                           | жк. Западен парк – хотел Плиска                 | Малашевци         |
| 73                           | жк. Овча Купел 2 – жк. Младост 1                | Искър/Надежда     |
| 74                           | бул. Княгиня Мария Луиза – жк. Гоце Делчев      | Надежда           |
| 75                           | пл. Орлов мост – автостанция Гео Милев          | Дружба            |
| 76                           | жк. Младост 4 - жк. Гоце Делчев                 | Дружба            |
| 77                           | жк. Западен парк – пл. Централна гара           | Земляне           |
| 78                           | пл. Централна гара – площада кв. Враждебна      | Малашевци         |
| 79                           | кв. Христо Ботев – ДИП СТИНД 2                  | Малашевци         |
| 81                           | кв. Иваняне – Северна промишлена зона           | МТК               |
| 82                           | пл. Централна гара – жк. Люлин 5                | Малашевци         |
| 83                           | Зоопарка – стадион Локомотив                    | Земляне           |
| 84                           | ул. ген. Гурко – летище София Т2 -> Т1          | Дружба            |
| 85                           | жк. Хаджи Димитър – жк. Връбница 2              | Малашевци         |
| 86                           | АП Малашевци - жк. Свобода                      | МТК               |
| 88                           | жк. Дружба 2 – Зоопарка                         | Дружба            |
| 90                           | АП Малашевци – гр. Бухово                       | МТК               |
| 94                           | СУ Св. Климент Охридски – Студентски град       | Малашевци         |
| 98                           | Зоопарка – кметството с. Железница              | Малашевци         |
| 100                          | Пътностроителна техника - кв. Бенковски         | Малашевци         |
| 101                          | пл. Централна гара – кв. Фондови жилища         | Малашевци         |
| 102                          | Студентски град - жк. Овча Купел 2              | Земляне           |
| 103                          | автостанция Овча Купел - вилна зона Люлин       | Земляне           |
| 107                          | Боянска църква – кв. Карпузица                  | Земляне           |
| 108                          | жк. Люлин 5 – стадион Локомотив                 | Земляне           |
| 111                          | жк. Люлин 1,2 – жк. Младост 1                   | Земляне           |
| 117                          | автостанция Изток – гр. Бухово                  | МТК               |
| 118                          | автостанция Изток – с. Желява                   | МТК               |
| 119                          | автостанция Изток - гр. Ботунец (МК Кремиковци) | МТК               |
| 120                          | Зоопарка – жк. Левски Г                         | Малашевци         |
| 123                          | автостанция Гео Милев - лифта Симеоново         | Искър             |
| 150                          | Плодохранилище (с. Волуяк) – жк. Обеля 1        | Малашевци         |
| 204                          | жк. Дружба 2 – жк. Гоце Делчев                  | Дружба            |
| 213                          | пл. Централна гара – жк. Младост 4              | Дружба            |
| 260                          | кв. Горна баня - бул. Прага                     | Земляне           |
| 280                          | СУ Св. Климент Охридски – Студентски град       | Малашевци         |
| 285                          | жк. Хаджи Димитър – жк. Връбница 2              | Малашевци         |
| 288                          | автостанция Гео Милев - МС Витоша               | Искър             |
| 294                          | Студентски град - МС Г.М. Димитров              | Малашевци         |
| 304                          | жк. Дружба 2 – НИМ                              | Дружба            |
| 305                          | пл. Централна гара – кулинарен к-т Пейфил       | Дружба            |
| 309                          | бул. Илиянци (подлеза) – жк. Люлин 1,2          | Малашевци         |
| 310                          | пл. Сточна гара – жк. Люлин 5                   | Малашевци         |
| 314                          | жк. Младост 2 - с. Бистрица                     | Дружба            |
| 404                          | АП Дружба - пл. Централна гара                  | Дружба            |
| 413                          | гара София Север – Технополис жк. Младост 4     | Дружба            |
| 604                          | гара Искър - УМБАЛСМ Пирогов                    | Дружба            |
| Експресни автобусни линии    |                                                 |                   |
| Х9                           | жк. Лозенец – МС Александър Теодоров – Балан    | Земляне           |
| Х10                          | жк. Бъкстон – жк. Младост 1                     | Земляне           |
| Х43                          | пл. Св. Александър Невски – автостанция Банкя   | Малашевци         |
| Допълнителни автобусни линии |                                                 |                   |
| 801                          | кв. Манастирски ливади – жк. Красно село        | поделение Трамкар |
| 802                          | МС Горна баня – МС Горна баня                   | Земляне           |
| 803                          | МС Горна баня – вилна зона Люлин                | Земляне           |
| 804                          | МС Горна баня – кв. Карпузица                   | Земляне           |
| 805                          | Студентски град – МС Витоша                     | Земляне           |
| Нощни автобусни линии        |                                                 |                   |
| N1                           | жк. Люлин 1,2 – жк. Младост 4                   | Малашевци         |
| N2                           | кв. Обеля – Студентски град                     | Малашевци         |
| N3                           | жк. Овча Купел 2 – жк. Левски Г                 | Земляне           |
| N4                           | жк. Гоце Делчев – жк. Дружба 2                  | Дружба            |

## Гаражи
Столичен автотранспорт разполага с три гаража: Земляне, Малашевци и Дружба. До 30 април 2003 г. се експлоатира и гараж „Република“. Той бива закрит поради намаляване на транспортната задача, закриване на определени линии и отдаването на други на частни оператори.
С откриването на част от електобусните линии обслужване започват и тролейбусните депа Искър и Надежда.

## Подвижен състав
Подвижният състав на автобусите в град София е:

### Столичен автотранспорт
| Марка         | Модел                    | Брой | Снимка |
| ------------- | ------------------------ | ---- | ------ |
| Mercedes-Benz | O345 S                   | 1    |        |
| Mercedes-Benz | O345 G                   | 2    |        |
| Mercedes-Benz | O345 Conecto S           | 5    |        |
| Mercedes-Benz | O345 Conecto G           | 46   |        |
| Mercedes-Benz | Conecto LF               | 35   |        |
| Mercedes-Benz | Intouro ME               | 21   |        |
| MAN           | SG262                    | 16   |        |
| MAN           | Lion's City G CNG        | 186  |        |
| MAN           | A39 Lion's City DD ND313 | 4    |        |
| NEOPLAN       | N 4426                   | 1    |        |
| BMC           | Belde 220-SLF            | 37   |        |
| BMC           | Procity CNG              | 60   |        |
| Yutong        | ZK6126HGA                | 132  |        |
| Yutong        | E12LF                    | 20   |        |
| Higer         | KLQ6832GEV               | 22   |        |
| Karsan        | e-Jest                   | 30   |        |

### Столичен електротранспорт
| Марка  | Модел                    | Брой | Снимка |
| ------ | ------------------------ | ---- | ------ |
| Karsan | e-Jest                   | 5    |        |
| Higer  | KLQ6125GEV3 Chariot Ebus | 49   |        |

### МТК Груп
| Марка | Модел       | Брой | Снимка |
| ----- | ----------- | ---- | ------ |
| BMC   | Procity CNG | 66   |        |
| MAN   | NL313 CNG   | 2    |        |